# Norfolk Square
Norfolk Square est une place résidentielle de Londres, située dans le quartier de Paddington.

## Situation et accès
Cette place se trouve au nord de Hyde Park et au sud de la gare de Paddington. De forme rectangulaire, elle se situe au centre d’un quadrilatère délimité par Praed Street, Norfolk Place, Sussex Gardens et London Street. Elle est bordée de nombreux hôtels.
Son jardin est ouvert au public.
La station de métro la plus proche est celle de  Paddington, desservie par les lignes  Bakerloo  Circle  District .

## Bâtiments remarquables et lieux de mémoire

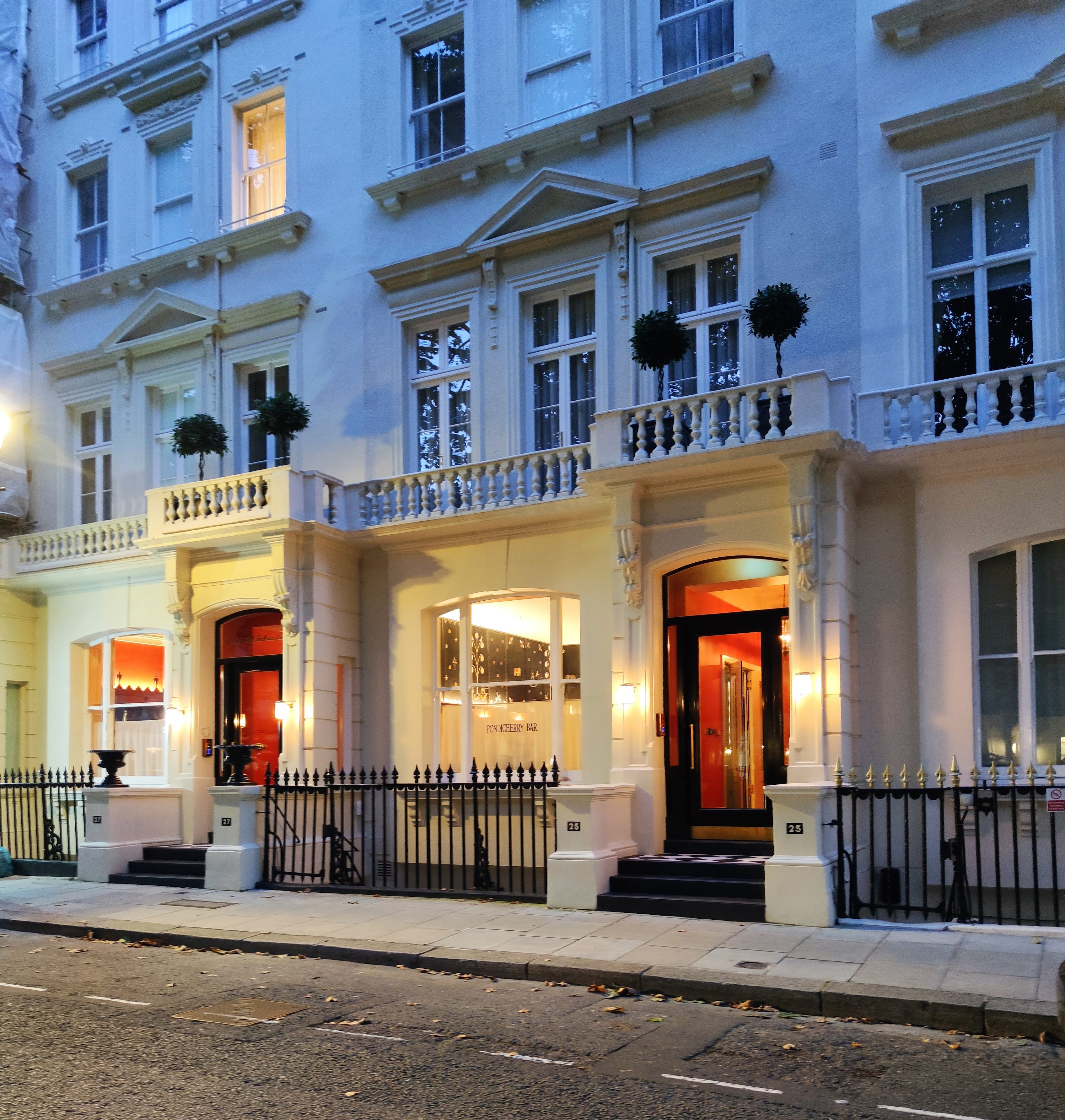
Nos 25-27.

- À l’extrémité est du square se dressait l’église All Saints[1], construite en 1848 et démolie en 1961[2]. Elle avait pour adresse « Cambridge Place, Norfolk Square »[3]. En 1924, l’église est achetée par l’Association royale anglaise pour l’aide aux sourds-muets, qui y établit son siège[4]. Aujourd’hui s’élève à sa place un bâtiment cubique baptisé Edna House.
- Nos 2-22 : bâtiments classés de grade II[5], datant de 1840.
- Nos 24-42 : bâtiments classés de grade II[6].
- No 41 : la mathématicienne Hertha Ayrton (1854-1923) a vécu à cette adresse de 1903 à 1923, comme le signale une blue plaque en façade.